# Elberta, Alabama
Elberta là một thị trấn thuộc quận Baldwin, tiểu bang Alabama, Hoa Kỳ. Dân số năm 2009 là 1514 người, mật độ đạt 87 người/km².